# Alessio Signego
Alessio Signego (Sarzana, 11 dicembre 1983) è un ex ciclista su strada italiano, professionista dal 2006 al 2010.

## Carriera
Corre tra gli Under-23 fino al 2005, quando passa all'OTC Doors-Lauretana. In seguito veste i colori della NGC Medical, dell'Adria Mobil e del Team Nippo. La sua unica vittoria di rilievo risale all'8 maggio 2005, quando s'impone a Carrara nel Gran Premio Industrie del Marmo, corsa valida per l'UCI Europe Tour 2005.

## Palmarès
- 2004 (GS Promociclo-Publy Sport, tre vittorie)

Giro del Compitese
Memorial Angelo Morini
3ª tappa Giro della Toscana Under-23
- 2005 (GS Promociclo-Publy Sport, una vittoria)

Gran Premio Industrie del Marmo